# 肌肉上癮
肌肉上癮 ，又稱恐瘦症或逆向厭食症（英語：reverse anorexia），是强迫性精神障碍躯体畸形障碍的一个亚型，通常也同属进食障碍。肌肉上癮症患者總是不合理地认为自己的身材過於瘦小或肌肉不夠發達，儘管在大多数情况下該患者的體格實屬正常，甚至已經非常健壯。
肌肉上癮症患者以男性為主，特別是那些能以體型或體重取勝的運動項目參與者，這些運動會迫使他們設法增加肌肉或变得更結實。為了達到自己心目中的理想體格，他們會在健身計劃、饮食方案及营养補充等方面投注大量時間和心力，其中同化類固醇使用者不在少數，往往也會關注肌肉以外的軀體變形（如五官、髮量或髮際線、生殖器大小等）。
雖然肌肉上癮常被類比為神经性厌食症，但前者比後者更難以識別。除了大眾認知有限以外，大部分肌肉上癮者看起來體態健康也是原因之一。患者的痛苦可能会反應在缺課、曠工和社交孤立上。与其他身体變形障碍相比，肌肉上癮症患者的自杀傾向比率特别高。研究人员認為肌肉上癮发病率上升有一部分與近期對壯碩男體的文化關注度有關。

## 體徵與症狀
儘管對體型不滿的現象最早可在6歲男童身上觀察到，但一般而言肌肉上癮症发病於18至20岁之間。根据DSM-5軀體變形障礙诊断标准，肌肉上癮症是透過訪察對象是否有「身体太瘦弱或肌肉不夠發達的想法」來確診的。診療對象通常還會同時专注于其他身体部位，而前述診斷標準在這種情況下依然成立。
其他已確立的临床特征包括為了增加肌肉而付出過多努力，如限制饮食、过度锻炼、注射促进生长的药物等。经历肌肉上癮的人每天可花费超过三个小时来思考如何增肌，也无法克制自己持續举重的行為。就像神经性厌食症一樣，肌肉上癮者難以放棄對體型的無止盡追求。患有这种疾病的人会密切监视身材，並且可能会疊穿多件衣服讓自己看起来更魁梧。
肌肉上癮者在他人觀察自己的身體時感到極其困擾。病患的职业技能與社会功能受損，這些能力也可能與饮食习惯相互影響。他們会遠離那些可能暴露自己体型的活动、人物和場所，近半數患者幾乎或完全無法察覺到他們的認知有多麼不切实际。病患也有更高的機率診斷出其他精神障碍，包括饮食失调、情绪障碍、焦虑症、物质使用障碍以及自杀傾向。

## 危險因子
虽然肌肉上癮症的發展機制尚未明確，但有几个危险因子已經確認。

### 心理創傷與霸凌
肌肉上癮者比起一般人群更有可能親歷或目睹性侵犯或家庭暴力之類的创伤性事件，或因為实际或主觀認定的缺陷（如身材矮小、體弱、不擅長體育运动或智力低下等）而在青少年時期遭受霸凌和嘲弄。增加体重可以讓他們看上去「不好欺負」。

### 社会心理特征
與肌肉上癮症相關的特徵包括低自尊以及對於自身體型的高度不满。強壯的體格或發達的肌肉似乎能鞏固患者的陽剛氣質認同。

### 媒体接觸
隨著西方媒体越來越強調外貌吸引力，利用男性身體意象製造不安全感的行銷活動漸興。过去20年裡，健身杂志和广告中赤膊肌肉男的曝光量有所增加。這催使男性受眾開始比較並順合媒體中展示的男性體態，在比較自身體型與所追求體型時落差感受隨之擴大。在追求發達肌肉的男大學生中，「認同媒体中描绘的理想男體」是重要預測指標之一。

### 參與體育運動
有些可能导致肌肉上癮的心理因素在運動員間同樣存在，其中包括強烈競爭心態、控制慾和完美主义等，而且运动员往往对自己的體型和体重更加挑剔。运动表现不達標的运动员可能会轉而致力於改變体型，這一點与肌肉上癮的症狀重叠。体型、力量或体重可以在某些運動中形成竞争优势（如健美、拳擊、摔跤等），而參加這些運動与肌肉上癮相关。相對而言，有肌肉上癮傾向的人也更有可能參與此类运动。

## 治疗
肌肉上癮患者可能無法意識到自己的追求和關注是無理且失調的，或因為諱疾忌醫而導致治療受阻。治療肌肉上癮的科學研究有限，大多來自病例报告和轶事證據，没有具体的方案得以验证。尽管如此，有证据支持家庭輔導、认知行为治疗和选择性5-羟色胺再摄取抑制剂等方案的疗效。此外，未經治疗的患者预后情況同樣缺乏研究。

## 患病率
肌肉上癮症的患病率差异懸殊，研究样本中男性的患病率从1%到54%不等。健身房會員、举重和健美运动员群體的患病率要高於普通人群，同化類固醇使用者中的比例更高。這種疾病在女性群體中雖然少见但時有發生，特別是经历过性侵犯的女性健美运动员。中国、南非和拉丁美洲等不同文化區域也都有患病記載。较少接触西方媒体的人群患上肌肉上癮症的機率較低。

## 历史
肌肉上癮的概念在1990年代后期首次由醫療人員提出。2016年有50%經過同行評審的文章都是過去五年裡发表的。
尽管肌肉上癮最初被视为神经性厌食症的反面——追求身材壯碩而非纖瘦 ——但后来研究人员出於主观体验將其与軀體變形障礙相匹配。（仍有爭論）
美国精神病学协会在2013年发布的第五版《精神疾病诊断和统计手册》中將肌肉上癮症归类为軀體變形障碍。1992年出版的国际疾病和相关健康问题统计分类第10版中没有肌肉上癮症。

## 重新分类
肌肉上癮症的分類常引發爭論，也有歸入其他分类的提案。
- 饮食失调：肌肉上癮症的许多特征与饮食失调重叠[11][40][41]，例如关注体重和体型的改变[42]，而軀體變形障礙通常缺乏這類有關饮食和运动的細則[41]。此外，肌肉上癮者往往在饮食态度测试和饮食失调量表中得分较高[36][43]，也和神经性厌食症患者共享诊断交叉[44]。肌肉上癮與饮食失调之间的相关性比與軀體變形障碍的相關性要高[17][45]。治療饮食失调的方法也可能对肌肉上癮有效[46]。
- 行为成瘾：一些研究人员認為肌肉上癮應歸類於行为成瘾[11][41][42][45]。肌肉上癮者通过运动、饮食、購買相關產品等活動來维持身體意象的行為很容易招致人際衝突[45]，而强迫性肌肉鍛鍊和嚴格的饮食管控也会加剧这些冲突[45]。再者，患者戒絕此類活動時常會誘發戒断症状，驅使他們重複強迫行為[40][45]。